# Piotry
Piotry (niem. Petershag) – wieś sołecka w Polsce położona w województwie wielkopolskim, w powiecie nowotomyskim, w gminie Miedzichowo. Wieś Piotry zlokalizowana jest przy starym trakcie pocztowym, którym z zachodu Europy, poprzez Berlin jeździły dyliżanse do Poznania i Warszawy z odgałęzieniem do Piły i dalej na wschód. Był to jeden z ważniejszych szlaków komunikacyjnych Europy.

## Historia
Założenie wsi Piotry to zasługa właściciela majątku ziemskiego Lewice (Lewitz), hrabiego Haza-Radlitz, pochodzącego z zasiedziałej tu od początku XIX wieku rodziny pruskiej. Byli to wyznawcy katolicyzmu, stąd opieka nad miejscowym kościołem w Lewicach, jego odbudowa, wyposażenie oraz dotacje na utrzymanie.
Zabudowa wsi jest luźna. Poszczególne siedliska oddalone są od siebie o kilkadziesiąt do kilkuset metrów. Na początku XX wieku ostatni właściciel opracował założenia urbanistyczne dla wsi Piotry.
Wzdłuż drogi z Lewic do Silnej, wydzielił działki rolne o powierzchni 20-30 ha i na tych działkach wybudował zagrody chłopskie – domy mieszkalne z przyległą oborą oraz odrębną stodołą. Siedliska ogradzane były drewnianym płotem.
Zaprojektował również zagrodę sołtysa, różniącą się architektonicznie od pozostałych – bez budynków gospodarczych – pierwszą we wsi od strony Lewic. Zbudowana też została karczma pośrodku wsi, kuźnia i remiza straży pożarnej. We wsi zbudowano szkołę oraz postawiono kilka drewnianych krzyży na drogach wlotowych do wsi oraz jeden na środku. Budowle powstały z materiałów miejscowych. Fundamenty budowano z kamieni polnych, a ściany budynków stawiano z cegły z wypału polowego z miejscowej gliny i wypalanej przy użyciu drewna z okolicznych lasów. Budynki te zamieszkiwała ludność niemiecka.
Pierwsza wojna światowa skomplikowała sytuację etniczną. Po zakończeniu wojny tereny te przypadły odradzającej się Polsce i większość ludności niemieckiej przeniosła się do Niemiec, a gospodarstwa przejął polski Bank Gospodarstwa Krajowego. Za pośrednictwem tego banku Polacy kupowali opuszczane gospodarstwa.
Na terenie wsi Piotry działa od 2007 roku Stowarzyszenie Społeczno-Kulturalne Miłośników wsi Piotry skupiające większość mieszkańców.

## Środowisko naturalne
Wioska Piotry ulokowana jest na dużym śródleśnym terenie, na skraju Pszczewskiego Parku Krajobrazowego i ma status wsi mieszkalno-wypoczynkowej. Mieszczą się tu tereny lęgowe skowronków polnych, będącego pod ścisłą ochroną gatunkową, a także jelenia.
Wioska położona jest na złożach żwirów o miąższości ok. 20 metrów, naniesionych tu przez lodowiec. Woda pitna pozyskiwana jest z indywidualnych ujęć.